# Guglielmo Gabetto
Guglielmo Gabetto (* 24. Februar 1916 in Turin; † 4. Mai 1949 in Superga) war ein italienischer Fußballspieler.

## Karriere

### Juventus Turin (1934–1941)
Guglielmo Gabetto begann mit dem Fußballspielen im Jahre 1934 in der Profimannschaft von Juventus Turin. Bei Juventus spielte er zunächst zusammen mit anderen italienischen Stars der damaligen Zeit wie etwa Giovanni Ferrari, Alfredo Foni oder den beiden eingebürgerten ehemaligen Argentiniern Luis Monti und Renato Cesarini und gewann bereits in seiner ersten Saison die Meisterschaft. Allerdings machte Gabetto in der Saison 1934/35 nur sechs Spiele ohne Torerfolg. Die Saison 1935/36 verlief da schon besser für ihn persönlich, wenn auch nicht für seinen Verein. Mit zwanzig Treffern in zweiundzwanzig Spielen wurde Gabetto Zweiter in der Torschützenliste hinter Giuseppe Meazza von Ambrosiana-Inter. In der Meisterschaft verpasste er mit Juventus jedoch die Titelverteidigung, man erreichte nur einen fünften Tabellenplatz, während der FC Bologna italienischer Fußballmeister wurde. Die gleiche Platzierung erreichte Juve auch 1936/37, Gabetto wurde wiederum Vizemeister unter den besten Ligatorschützen mit siebzehn erzielten Toren. Die Serie A 1937/38 beendete er mit seinem Verein auf dem zweiten Platz, zwei Punkte hinter dem neuen italienischen Meister Ambrosiana-Inter. Gabetto zählte nicht zu den besten Torschützen und schoss nur neun Tore in zweiundzwanzig Ligapartien. Auch in den folgenden drei Spielzeiten wusste Guglielmo Gabetto wie auch Juventus Turin nicht zu überzeugen. 

### AC Turin (1941–1949)
Zur Saison 1941/42 wechselte Guglielmo Gabetto den Verein und schloss sich dem Lokalrivalen AC Turin an. Hier avancierte er sogleich zum Stammspieler und wurde gleich in seiner Premierensaison im Stadio Filadelfia mit Torino Vizemeister, nur drei Punkte hinter der AS Rom. Die nächste Spielzeit bildete dann den Anfang der Dominanz der AC Turin im Fußballitalien der Vierzigerjahre. Einzig unterbrochen durch den Zweiten Weltkrieg konnte der Grande Torino, wie die damalige Mannschaft der AC Turin um international bekannte Spieler wie Valentino Mazzola, Romeo Menti oder den Weltmeister von 1938, Pietro Ferraris, ob ihrer Erfolge genannt wurde, fünfmal in Folge die italienische Meisterschaft gewinnen und dabei speziell nach dem Krieg die Serie A dominieren. Guglielmo Gabetto war dabei Teil der Angriffsreihe der Turiner und erzielte in jedem Jahr viele Tore. Sein Spitzenwert im Trikot der AC Turin waren 23 Tore in 36 Spielen in der Spielzeit 1947/48. In diesem Jahr stellte der Grande Torino einen Rekord auf, indem man die meisten Tore in einer Saison der italienischen Serie A überhaupt erzielte, am Ende standen 125 Treffer bei 33 Gegentoren und ein unangefochtener erster Rang vor der AC Mailand zu Buche.

### Nationalmannschaft
Während seiner Zeit bei der AC Turin kam Guglielmo Gabetto auch zu Einsätzen in der italienischen Fußballnationalmannschaft. Zwischen 1942 und 1948 machte er insgesamt sechs Länderspiele und erzielte dabei fünf Tore. Sein Debüt gab Gambetto am 5. April 1942 beim Freundschaftsspiel gegen Kroatien in Genua, das von Italien mit 4:0 gewonnen wurde. Dabei gelang ihm gleich beim Debüt ein Treffer. Beim 3:2-Länderspielsieg gegen Ungarn in Turin am 11. Mai 1947 schoss er zwei Tore. Sein letztes Länderspiel machte Guglielmo Gabetto am 16. Mai 1948 im Rahmen einer 0:4-Niederlage gegen England in Turin.

## Tod
Nachdem die AC Turin nach 1:1 in Bari als italienischer Meister 1948/49 feststand, arrangierte Präsident Ferruccio Novo ein Freundschaftsspiel in Lissabon gegen SL Benfica. Auf dem Rückweg kollidierte das Flugzeug, das die Mannschaft des Grande Torino wieder in die Heimat transportierte, bei starkem Nebel mit einem Felsen auf dem Wallfahrtshügel Superga nahe Turin. Alle Insassen starben bei dem Unfall, darunter Spieler und Betreuer der AC Turin. Auch Guglielmo Gabetto starb an jenem 4. Mai 1949, er wurde 33 Jahre alt. Einzig Sauro Tomà war nach dem Unfall noch von der großen Torino-Mannschaft übrig, da er aufgrund einer Verletzung nicht mitgeflogen war. 

## Erfolge
- Italienischer Meister:

Mit Juventus Turin: 1× (1934/35)
Mit der AC Turin: 5× (1942/43, 1945/46, 1946/47, 1947/48, 1948/49)
- Italienischer Pokalsieger:

Mit Juventus Turin: 1× (1937/38)
Mit der AC Turin: 1× (1942/43)